# Паракорд
Парако́рд (англ. parachute cord, paracord, для типа 3 — 550 cord) — лёгкий полимерный шнур, изготовленный из нейлона, изначально использовавшийся в стропах парашютов. Паракорд может использоваться для многих иных целей, как военными, так и гражданским населением.
Оболочка паракорда сплетена из множества переплетённых волокон, благодаря чему является относительно гладкой. Паракорд, полностью изготовленный из нейлона, достаточно эластичен.
Технические стандарты на производство паракорда публикуются Parachute Industry Association. Стандарт армии США MIL-C-5040H допускает изготовление паракорда лишь из нейлона. Сходные типы тросов могут производиться из других материалов, например из полиэстера.

## Применение
Несмотря на то, что изначально паракорд использовался в воздушно-десантных войсках, многие военные имели доступ к нему. Паракорд часто использовался в ситуациях, когда необходим лёгкий трос, например, для закрепления экипировки, в качестве темляка, чтобы не потерять мелкие или нужные предметы, им привязывают рюкзаки к полкам на технике.
Нити сердечника могут быть извлечены в случае, если требуется тонкая нить, например, при ремонте одежды или в качестве рыболовной лески в экстремальных ситуациях.
Нейлоновая оболочка часто используется отдельно, с удалёнными из неё нитями сердечника, когда требуется более тонкий или менее эластичный трос, например, в качестве шнурков для обуви. Концы троса практически всегда оплавляют и обжимают для предотвращения расплетения.
Кроме утилитарных применений, паракорд может использоваться для изготовления браслетов, ремней и иных декоративных изделий. Иногда такие изделия связаны таким образом, чтобы их было легко расплести для использования троса в экстремальных ситуациях. Паракорд может включаться в состав наборов выживания.
Полезные свойства паракорда для применений военными были замечены и в гражданской жизни. После завершения Второй мировой войны паракорд стал доступен гражданским лицам, сперва в результате распродаж военных избытков, а затем как самостоятельный коммерческий продукт. Распространённые гражданские шнуры, продаваемые как паракорд, могут не соответствовать военным стандартам, иметь другую конструкцию, качество, цвет или прочность. Низкокачественные аналоги имеют сниженное количество волокон в оплётке или сердечнике, могут использоваться не индивидуальные волокна, а более толстые плетёные пучки, они могут изготавливаться не из нейлона.
Паракорд может использоваться при изготовлении кнутов. Нейлон не гниёт и не повреждается плесенью, поэтому является подходящим материалом для таких применений.
Энтузиасты различных видов спорта на открытом воздухе иногда используют «браслеты для выживания», сделанные из нескольких метров паракорда, сплетённых в компактном носимом виде. Такие браслеты могут быть быстро расплетены в любых ситуациях, когда потребуется верёвка — для закрепления грузов, починки ремней, при спасении из воды. В то же время паракорд является не лучшим вариантом для жгутов, так как из-за своего малого диаметра начинает повреждать ткани раньше, чем возможно создать необходимое для остановки крови давление.
Паракорд не предназначен для использования в альпинизме, поскольку не соответствует многим требованиям на альпинистские тросы.
Из паракорда могут изготавливаться брелоки для ключей, ремни, ремешки для часов, поводки для собак, оплётка для небольших предметов и другие изделия.
10,5 метрами паракорда воспользовались астронавты во время миссии Шаттла STS-82 при ремонте космического телескопа Хаббл.

## Типы и требования стандарта
В вооружённых силах США применялся технический стандарт на паракорд — MIL-C-5040H (отменён в 1997 году). Стандарт описывал 6 типов паракорда: I, IA, II, IIA, III, IV. В типах IA и IIA отсутствует сердечник. Наиболее часто используемый тип III имеет минимальное усилие на разрыв в 550 фунтов (2450 Н), из-за чего часто называется «550 cord».
Военные спецификации паракорда определяют усилие на разрыв и параметры внутреннего устройства, требования для упаковки и маркирования продукта. Стандарт задаёт толщину нитей, но не налагает ограничений на итоговый диаметр троса. Ниже приводится таблица с некоторыми требованиями стандарта.
| Тип | Минимальное усилие на разрыв (кгc) | Минимальное растяжение (%) | Погонная масса, не более (г/м) | Количество нитей в сердечнике | Структура оплётки   |
| --- | ---------------------------------- | -------------------------- | ------------------------------ | ----------------------------- | ------------------- |
| I   | 43                                 | 30 %                       | 1,57                           | 1                             | 16/1                |
| IA  | 45                                 | 30 %                       | 1,42                           | нет                           | 16/1                |
| II  | 181                                | 30 %                       | 5,62                           | от 4 до 7                     | 32/1 или 36/1       |
| IIA | 102                                | 30 %                       | 3,0                            | нет                           | 32/1 или 36/1       |
| III | 249                                | 30 %                       | 6,61                           | от 7 до 9                     | 32/1 или 36/1       |
| IV  | 340                                | 30 %                       | 9,02                           | 11                            | 32/1, 36/1 или 44/1 |

Сердечник состоит из нескольких пучков, общее количество которых определяется типом паракорда. Каждый пучок состоит из 3 меньших пучков (в коммерческих вариантах — иногда из 2 пучков), свитых вместе.
Паракорд типа III по военному стандарту может быть более толстым, чем коммерческий шнур, поскольку стандарт требует использования строенных пучков нитей в сердечнике. Военный паракорд обычно имеет толщину в 4 миллиметра, тогда как коммерческие варианты тоньше — около 3 мм.
Военный стандарт паракорда требует неокрашенной оболочки, либо окраску в зелёный защитный цвет. Коммерческие изготовители используют десятки различных расцветок.
Стандарт также предусматривал цветовое кодирование производителей. В состав паракорда включалось несколько цветных волокон, что позволяло бы определить производителя в случае разрыва троса. В типах 1A и 2A цветные волокна включались в оболочку, в остальных — в сердечник.